# Burg Kiechlinsbergen
Die Burg Kiechlinsbergen, auch Burg Bergen genannt, ist eine abgegangene Höhenburg auf einem Hügel bei 255 m ü. NN in den Flurbereichen „Burg“ und „Auf der Burg“ südöstlich des Ortsteils Kiechlinsbergen der Stadt Endingen am Kaiserstuhl im Landkreis Emmendingen in Baden-Württemberg.
Bei Ausgrabungen in den Jahren 1979 und 1980 auf dem Hügel südlich des Schlosses Kiechlinsbergen wurde Fundamentmaterial einer mittelalterlichen Burganlage nachgewiesen.
Vermutlich handelt es sich um das Fundament einer Hügelburg des örtlichen Dorfadels der Herren Küchlin. Sie übten im Namen des Klosters Andlau als Untervögte der Üsenberger, dann als Vögte des Ortes, die Gerichtsbarkeit in Kiechlinsbergen aus.